# Aste, Belgaum
Aste là một làng thuộc tehsil Belgaum, huyện Belgaum, bang Karnataka, Ấn Độ.